# لاک پشت‌های نینجا ۲: راز اووز
لاک پشت‌های نینجا ۲: راز اووز یا لاک پشت‌های نینجا ۲: راز لجن‌زار (به انگلیسی: Teenage Mutant Ninja Turtles II: The Secret of the Ooze) فیلمی محصول سال ۱۹۹۱ و به کارگردانی مایکل پرسمن است. در این فیلم بازیگرانی همچون پیج تورکو، دیوید وارنر، ارنی ریس جونیور، فرانسوا چاو، کوین نش، وانیلا آیس، برایان توچی، کوین کلش و فرانک ولکر ایفای نقش کرده‌اند. این فیلم دنباله فیلم لاک‌پشت‌های نینجا است و فیلم لاک‌پشت‌های نینجای جهش‌یافته نوجوان ۳ دنباله آن می‌باشد.

## داستان
در نیویورک و پس از رویدادهای لاک‌پشت‌های نینجای نوجوان, پسر جوانی به‌نام کینو که پیک پیتزا است، به‌طور اتفاقی هنگام تحویل پیتزا با چند سارق روبه‌رو می‌شود و سعی می‌کند جلوی آن‌ها را بگیرد. با اینکه کینو هنرهای رزمی بلدی دارد، اما خیلی زود شکست می‌خورد تا اینکه لاک‌پشت‌های نینجای نوجوان سر می‌رسند، او را نجات می‌دهند، سارقان را می‌بندند و پیتزای او را برمی‌دارند؛ ولی پولش را به‌جای می‌گذارند.
لئوناردو, دوناتلو, مایکل‌آنجلو, و رافائل, به‌همراه استادشان اسپلینتر, پس از شکست شردر, فعلاً در خانهٔ آوریل اونیل زندگی می‌کنند و دنبال مخفیگاه تازه‌ای می‌گردند. اسپلینتر ترجیح می‌دهد در سایه بمانند، اما رافائل می‌خواهد آزاد و آشکار زندگی کنند. در گورستان آهن‌پاره‌ها، باقی‌ماندهٔ قبیله فوت و معاون شردر، تاتسو، پنهان شده‌اند تا اینکه شردر که از شکست قبلی دچار تغییر چهره شده, بازمی‌گردد و قسم می‌خورد از لاک‌پشت‌ها انتقام بگیرد.
آوریل در گزارشی از استاد جردن پری از شرکت تحقیقات جهانی تکنو (TGRI) دربارهٔ احتمال نشت مواد زائد سمی پرسش می‌کند. او اطمینان می‌دهد که اوضاع تحت کنترل است، اما در پشت صحنه، دانشمندان این شرکت قاصد‌ک‌هایی پیدا می‌کنند که تحت تأثیر این نشت، جهش یافته‌اند. فردی، جاسوس قبیله فوت که در نقش فیلم‌بردار آوریل ظاهر شده، یکی از قاصدک‌ها را برمی‌دارد و آن را به شردر گزارش می‌دهد. شردر تصمیم می‌گیرد پری را بازجویی کند. در آپارتمان آوریل، اسپلینتر برای او و لاک‌پشت‌ها توضیح می‌دهد که قوطی جهش‌زایی (که لاک‌پشت‌ها آن را «اوز» می‌نامند) که آن‌ها را ۱۵ سال پیش دگرگون کرد، محصول شرکت TGRI بوده و تصمیم می‌گیرند با پری گفت‌وگو کنند. اما قبیله فوت پیش‌دستی کرده و پری را می‌رباید و آخرین قوطی اوز را نیز با خود می‌برد. لاک‌پشت‌ها تلاش می‌کنند آن را پس بگیرند، اما شکست می‌خورند. سپس کینو با وانمودکردن به پیک پیتزا وارد خانهٔ آوریل می‌شود و اسپلینتر و لاک‌پشت‌ها را کشف می‌کند.
در مخفیگاه شردر، او پری را مجبور می‌کند که باقی‌ماندهٔ اوز را روی یک لاک‌پشت گازگیر و یک گرگ استفاده کند؛ این دو به‌ترتیب به موجودات جهش‌یافتهٔ توکا و رازار تبدیل می‌شوند. ولی ذهن آن‌ها کودکانه است و شردر می‌خواهد آن‌ها را نابود کند، تا اینکه پری به قدرت بدنی زیادشان اشاره می‌کند. با تهدیداتی که از سوی قبیله فوت متوجه آوریل شده، لاک‌پشت‌ها به‌دنبال مخفیگاه تازه‌ای می‌گردند. پس از بحثی میان راف و لئو، راف گروه را ترک می‌کند. در همین زمان، مایکی ایستگاه مترو متروکهٔ سیتی‌هال را پیدا می‌کند و آن را مخفیگاه مناسبی می‌بیند. راف و کینو برخلاف دستور اسپلینتر، کینو را در قبیله فوت نفوذ می‌دهند تا محل مخفیگاه را بیابد. اما لو می‌روند و راف دستگیر می‌شود، ولی کینو می‌گریزد تا بقیه را آگاه کند. هنگام رسیدن آن‌ها، شردر و فوت به کمین نشسته‌اند؛ اسپلینتر آن‌ها را نجات می‌دهد، اما گروه با توکا و رازار روبه‌رو می‌شود که بسیار قوی‌تر از آن‌اند که شکست بخورند. دونی، پری را که بسته‌شده و دهانش چسبیده پیدا می‌کند و پنج‌نفره عقب‌نشینی می‌کنند. در پناهگاه تازه، پری توضیح می‌دهد که ساخت اوز کاملاً تصادفی بوده‌است و این موضوع لئو، راف و دونی را که به وجود خود معنا داده بودند، مأیوس می‌کند.
شردر توکا و رازار را به محله‌ای در نزدیکی آزاد می‌کند تا آشوب ایجاد کنند. فردای آن روز، فردی پیغامی برای آوریل می‌فرستد مبنی بر اینکه اگر لاک‌پشت‌ها در محل ساخت‌وساز با قبیله فوت دیدار نکنند، توکا و رازار در سنترال پارک آزاد خواهند شد. پری پادزهری برای جهش‌ها می‌سازد، اما باید خورده شود تا اثر کند. لاک‌پشت‌ها هنگام مقابله با فوت، تلاش می‌کنند با استفاده از دونات، توکا و رازار را به خوردن پادزهر فریب دهند، اما آن‌ها فریب را می‌فهمند و با خشم حمله می‌کنند. راف را به درون کلوب رقصی می‌اندازند که در آن ونلا آیس در حال اجرا است. نبرد بزرگی جلوی چشمان صدها نفر درمی‌گیرد. مدیران کلوب در اندیشه تماس با پلیس‌اند، ولی چون مشتریان لذت می‌برند، منصرف می‌شوند. در نهایت لاک‌پشت‌ها با کمک کپسول آتش‌نشانی، توکا و رازار را به حالت اولیه برمی‌گردانند. شردر ظاهر می‌شود و می‌خواهد گروگان بگیرد، اما کینو دخالت می‌کند و نقشه‌اش را برهم می‌زند. نبرد نهایی به اسکله کشیده می‌شود، جایی که شردر با نوشیدن آخرین قطره از اوز، به «سوپر شردر» تبدیل می‌شود. او آن‌قدر جهش‌یافته و قوی شده که لاک‌پشت‌ها از مقابله با او عاجزند، اما خودش در خشم، اسکله را ویران می‌کند که در نهایت باعث فروریختن آن و مرگ خودش می‌شود، و لاک‌پشت‌ها با آسودگی در خلیج می‌افتند.
در یک نشست خبری، آوریل پیامی از پری می‌خواند که از لاک‌پشت‌ها برای نجات او تشکر می‌کند. وقتی آن‌ها به خانه بازمی‌گردند، اسپلینتر به‌خاطر دیده‌شدنشان توسط انسان‌ها—که در روزنامه صبح نیز آمده—آن‌ها را مجبور می‌کند که ده پشتک بزنند.